# Epinephelus multinotatus
Epinephelus multinotatus är en fiskart som först beskrevs av Peters, 1876.  Epinephelus multinotatus ingår i släktet Epinephelus och familjen havsabborrfiskar. IUCN kategoriserar arten globalt som livskraftig. Inga underarter finns listade i Catalogue of Life.